# Nossa Senhora da Assunção
Nossa Senhora da Assunção, antiga seu o catedral d'Elvas, és un temple a la plaça de la República, a la freguesia d'Assunção, ciutat i municipi d'Elvas, al districte de Portalegre, a Portugal.
El 2014 l'antiga Seu d'Elvas va ser integrada en un nou projecte del Ministeri de Defensa Nacional, creat amb el suport de Turisme de Portugal, anomenat Turisme Militar, que té com a objectiu revitalitzar antics punts històrics de Portugal, amb la creació de rutes temàtiques basades en herois portuguesos.
L'església, situada al bell mig de la ciutat, forma part del conjunt de la guarnició fronterera i fortificació d'Elvas, inscrita com a Patrimoni Mundial de la UNESCO.

## Història
L'actual edifici fou alçat a partir del 1517 en substitució d'una església gòtica anterior. L'autor del projecte en estil manuelí degué ser Francisco de Arruda. L'obertura al culte se'n feu al 1537, amb les obres encara inacabades. De l'època manuelina data l'estructura general del temple, una església fortalesa amb cresteria de tres naus coberta amb volta nervada. El nàrtex d'entrada sota la torre i el portal lateral també són manuelins. El portal principal, de Miguel de Arruda, data del 1550 i té caràcter renaixentista.

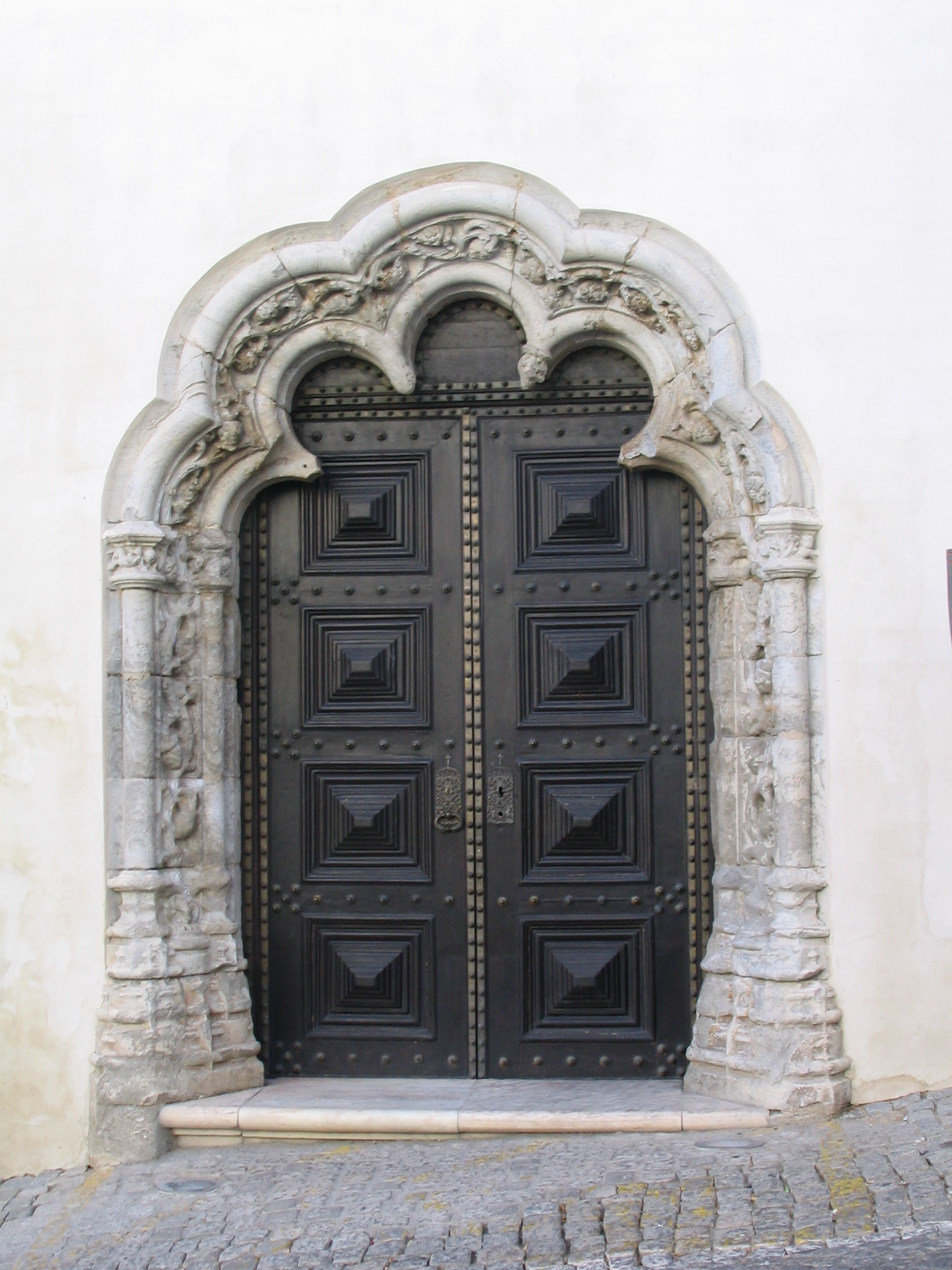
Portal lateral manuelí de l'antiga Seu d'Elvas

El 1570 l'església és seu del bisbat d'Elvas, i ascendeix així a catedral (seu). En els segles XVII i XVIII se'n feren incomptables modificacions estilístiques que n'enriquiren l'interior. En l'època del bisbe Lourenço de Lencastre (1759-1780), en particular, la Seu guanya alguns altars en marbre d'Estremoz, com el de l'absis, realitzat per José Francisco de Abreu. També en aquesta època es realitza la talla daurada de l'òrgan, atribuït a l'italià Pascoal Caetano Oldovini. En destaca també la sala del canonge, construïda en el segle xvii. Durant la Guerra de Restauració, l'antiga Seu d'Elvas fou utilitzada com a lloc d'oració pel retorn dels milers de soldats.
La diòcesi d'Elvas s'extingí al 1881. En la dècada del 2000 l'església fou restaurada.